# تالاپ
تالاپ (به انگلیسی: Talap) یک منطقهٔ مسکونی در هند است که در بخش کنور واقع شده‌است.